# Ioan Gheorghe Savin
Ioan Gheorghe Savin (n. 19 decembrie 1885, Jorăști, România – d. 22 februarie 1973) a fost un profesor și teolog român.

## Date biografice
Profesor Ioan Gheorghe Savin s-a născut într-o familie de preoți, tatăl său, Gheorghe Savin, fiind paroh al bisericii „Sfinții Împărați“ din comuna Jorăști. Ioan a avut 12 frați dintre care doar Petre Savin a urmat studii teologice. Petre Savin a fost tatăl lui Aurel Savin teolog, jurist și activist al societății civile român, președintele YMCA România.
Ioan G. Savin a urmat cursurile seminarului „Veniamin Costachi” din Iași după care s-a înscris la Facultatea de Teologie din București pe care a frecventat-o începând din anul 1905 până în 1909. Aici a fost remarcat de către Irineu Mihălcescu care-i facilitează obținerea unei burse de studii în Germania. A făcut studii de specializare în Teologie și Filozofie la Berlin și Heidelberg în perioada 1910 - 1915, când este fascinat de personalitatea profesorilor Ernst Troeltsch și Wilhelm Windelband. Teza de doctorat intitulată „Die Religions inhalte eines Systems der Werte“ o susține sub îndrumarea directă a lui Ernst Troeltsch.
Cariera sa profesională după primul război mondial, la care a participat cu gradul de sublocotenent, a fost ca profesor de limba română și mai apoi ca inspector general în Ministerul Cultelor și Artelor din București condus în acele vremuri de către Octavian Goga. La instalarea lui Octavian Goga în funcția de prim-ministru, Ioan Savin a fost numit secretar de stat la Ministerul Educație Naționale și devine simpatizant al Partidului Național Creștin fără a susține antisemitismul lui Alexandru C. Cuza și mișcarea legionară. A fost de asemenea profesor de Apologetică și Filozofia Religiei la Facultatea de Teologie din Chișinău în perioada 1927 -1941, revenind în perioada 1941 - 1947 la Facultatea de Teologie din București la catedra de Apologetică. În anul 1936 a participat la Congresul profesorilor de Teologie Ortodoxă de la Atena. Ca urmare a apartenenței sale la guvernul considerat fascist al lui Octavian Goga a fost arestat în anul 1950 și a făcut cinci ani de pușcărie în timpul regimului comunist, fiind închis la Închisoarea Sighet. Ioan Savin a participat activ la ședințele Organizației Cuturale „Rugul Aprins”
Ioan G. Savin a fost un erudit teolog care a și-a pus amprenta în activitatea publicistică și didactică din domeniul religiei. Datorită lui, Teologia Fundamentală s-a definit ca o disciplină a teologiei ortodoxe române de sine stătătoare.

## Scrieri
- Apologetica. Elemente de filosofia religiunii creștine. Manual pentru uzul școlilor secundare și al seminarilor teologice, București, 1929, 158p.
- Dovezile raționale pentru existența Lui Dumnezeu. Studiu introductiv, București, 1932, 35p.
- Curs de Apologetică. Chestiuni introductive, București, 1935, 152p.
  - I. Ființa și originea religiei, București, 1937, 279 p.; II. Existența lui Dumnezeu.
  - I. Proba ontologică, București, 1940, 280 p.;
  - II. Probele cosmologică și teleologică, București, 1943, 274 p.
  - Cultură și religie, București, 1927, 83p. (culegere de articole);
  - Filosofia și istoria ei, București, 1927, 84 p.;
  - Iconoclaști și apostați contemporani, București, 1932, 105 P. (ed. a II-a, 1936, 110 p.);
  - Creștinismul și viața, București, 1935, 36 P. (culegere de articole);
  - Creștinism și comunism, București, 1938, 71 p.;
  - Stiința și originea religiei, București, 1937, 280 p.;
  - Creștinismul și gândirea contemporană, București, 1940, 160 p.;
  - Ce este Ortodoxia?, București, 1942;
  -  Teologie și istorie, București, 1943, 60 P.;
  - Creștinismul și cultura română, Conferință, în BOR, an. LXI, 1943, nr. 10 - 12, p. 487-516 (și extras, 32 p.)
  - Invățământul religios în școlile secundare, seminarii și licee, București, 1922,92 p.,
  - Biserica română și noua ei organizare, București, 1925, 104 p.;
  - 'Problema cultelor în România, București, 193 7, 54 p.